# Cmentarz ewangelicki na Strasznicach
Cmentarz ewangelicki na Strasznicach w Pradze, (czes. Evangelický hřbitov ve Strašnicích) - cmentarz położony w stolicy Czech w dzielnicy Praha 10, w rejonie Strašnice przy ulicy Vinohradskiej 161.
Od 2002 cmentarz stanowi chroniony obiekt zabytkowy w Republice Czeskiej o numerze 52164/1-2323.

## Historia
Powstał w 1795 roku jako miejsce pochówku niemieckich protestantów. Najstarszy zachowany nagrobek pochodzi z roku 1828. Ostatnie prace dotyczące przekomponowania układu cmentarza dokonano w 1912 według projektu zaprojektowany przez architekta Adolfa Foehra. Cmentarz przestał być używany po 1945, ale oficjalnie nekropolię zamknięto w 1950 roku na podstawie decyzji Państwowej Agencji do Spraw Wyznań (Státní úřad pro věci církevní). Nieoficjalnie pochówków dokonywano do rozpadu Czechosłowacji (dokładnie do 1993). Od 1955 kaplicę cmentarną przekazano w użytkowanie Czechosłowackiego Kościoła Husyckiego, który użytkował tutejsze kolumbarium. Władze komunistyczne planowały jego likwidację w dziesięć lat po ostatnim oficjalnym pochówku, tj. w roku 1956, jednak już w 1958 plany te uległy zmianie. Postanowiono wówczas, aby teren nekropolii splantować i przeznaczyć na cele rekreacyjno-sportowe. Tego projektu nigdy nie zrealizowano, a ostatecznie cmentarz wpisano do rejestru zabytków. W 1998 przeprowadzono inwentaryzację, dzięki której ustalono, że na cmentarzu znajduje się 598 grobów i 54 grobowce. W 2000 postanowiono, że na cmentarz zostaną ekshumowani żołnierze Wehrmachtu, których obecne miejsca pochówku są rozproszone, jednak z przyczyn finansowych również ten projekt nie doczekał się realizacji. Od 2007 prowadzone są prace konserwatorskie i rewaloryzacyjne, których pierwszy etap zakończono w listopadzie 2015. Obecnie rozważa się przywrócenie funkcji grzebalnej dla pochówków urnowych, których forma nie będzie kolidowała z zabytkową rolą tego miejsca.

## Znane osoby pochowane na cmentarzu
- Ludwig Grünberger - kompozytor;
- Angelo Neumann - dyrektor Teatru Nowego;
- Hugo Rex - profesor medycyny.